# Vessel Traffic Service

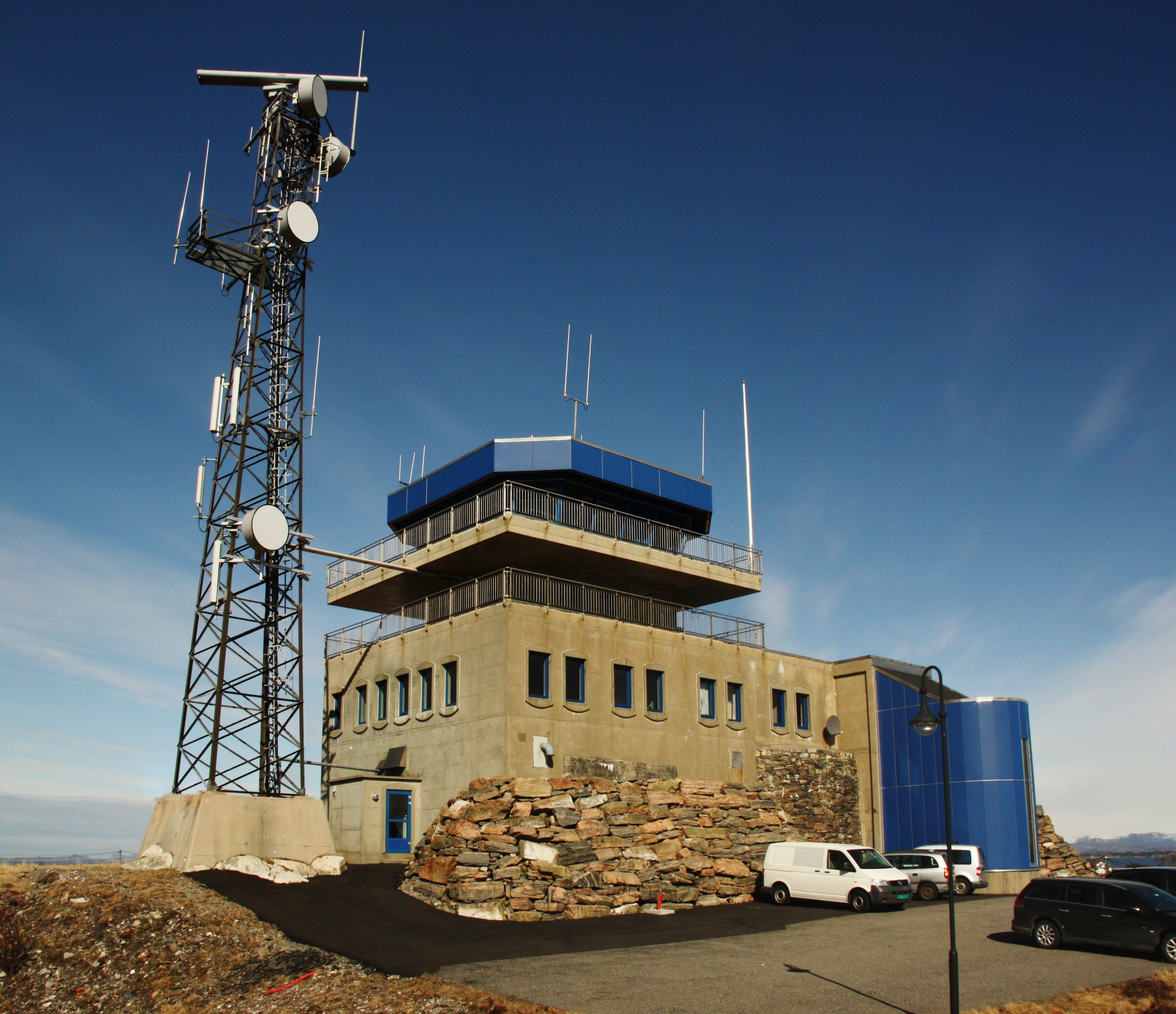
VTS-Zentrale in Fedje

Der weltweit eingeführte Schiffsverkehrsdienst, international als Vessel Traffic Service (Kurzform: VTS) bezeichnet, ist eine landseitige Dienstleistung zur Unterstützung der Navigation in der See- und Binnenschifffahrt. Er dient der Sicherung und Koordinierung des Schiffsverkehrs innerhalb eines begrenzten geografischen Verkehrsgebiets und/oder für navigatorisch besonders anspruchsvolle Reviere. VTS kann in nationalen Gewässern implementiert werden und versorgt die Schiffsführung mit wichtigen Informationen zum VTS-Gebiet und dem Schiffsverkehr. Gemäß einer UN-Konvention ist ein Mitgliedsstaat bei Vorliegen bestimmter Bedingungen verpflichtet, VTS einzurichten, um im kontrollierten Gebiet für Sicherheit der Schifffahrt und den Umweltschutz zu sorgen. In technischer Hinsicht ist der Dienst vergleichbar mit der Flugsicherung im Luftverkehr.

## Ziele und Nutzen

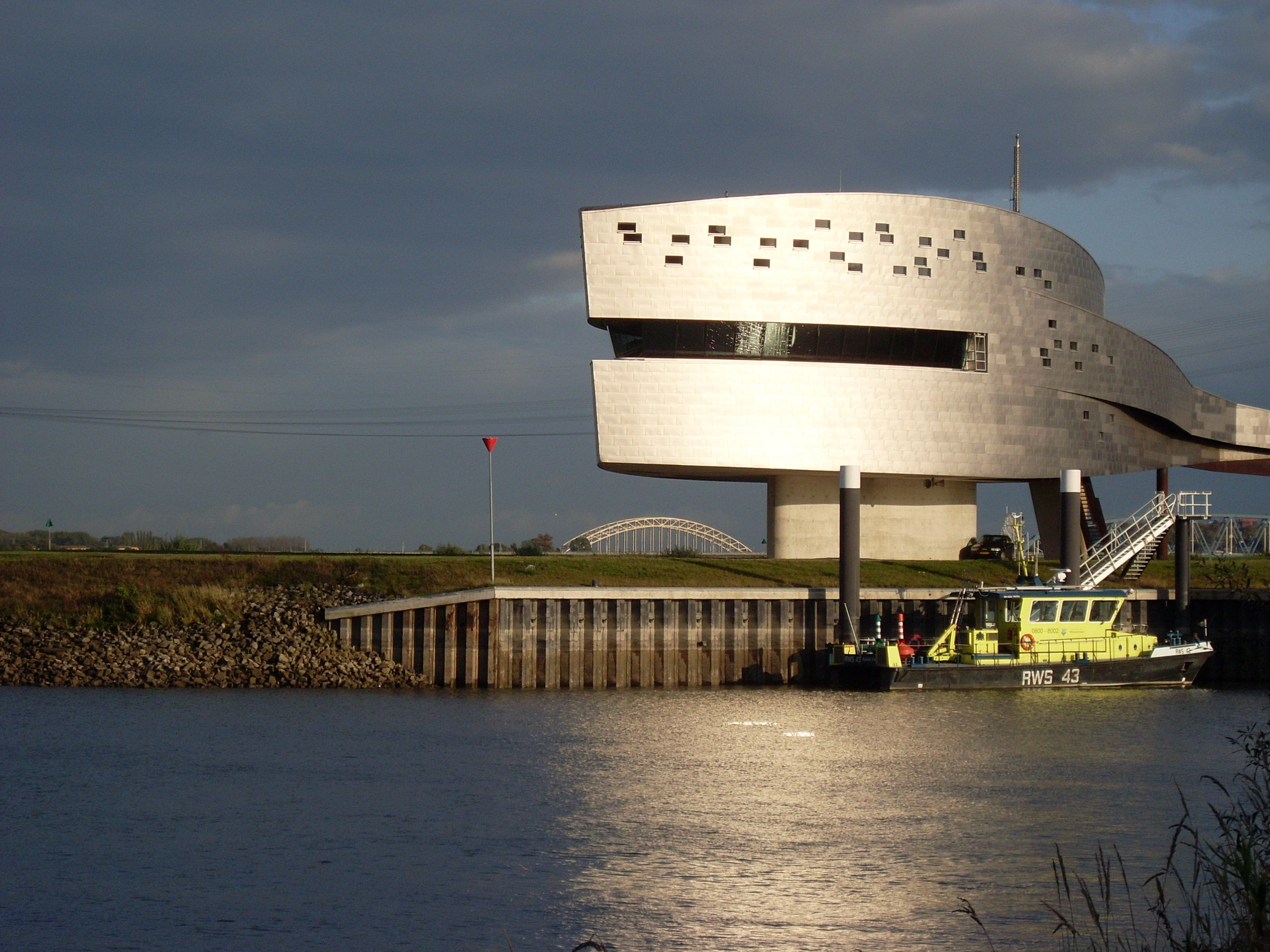
Binnen-VTS-Zentrale in den Niederlanden

Das derzeit gültige Übereinkommen zum Schutz des menschlichen Lebens auf See (SOLAS) von 1974 beschreibt in den später erlassenen Ergänzungen (englisch amendments) die wichtigsten Funktionen und Ziele eines VTS. Diese können sich auf Folgendes beziehen, dazu beitragen und dadurch verbessern:
- die Sicherheit und der Schutz des Lebens auf See
- die Sicherheit bei der Navigation
- die Effizienz beim Schiffsverkehr
- den Schutz der maritimen Umwelt

In der Praxis ermöglicht VTS die Überwachung von Schiffen, um ein sicheres und effizientes Verkehrsmanagement in einem bestimmten Seegebiet zu ermöglichen. Durch die laufende Erfassung der Schiffspositionen können Vorfälle, die Risiken für die Besatzung und/oder die Umwelt verursachen können, sofort identifiziert werden, sodass beispielsweise das Risiko von Kollisionen oder das Auflaufen auf Grund minimiert werden kann. In der Resolution A.578(14) von 1985 heißt es dazu:
```
„
VTS
 ist besonders geeignet für Hafenansteuerungen und die Zufahrten eines Hafens sowie in Gebieten mit hoher Verkehrsdichte, Verkehr mit gesundheitsschädlicher oder gefährlicher Ladung, Navigationsschwierigkeiten, engen Fahrrinnen oder bei Umweltsensibilität.“
```

Moderne VTS-Computersysteme mit ihrem deutlich höheren Informationensgehalt bieten den Verkehrsleitern (VTS-Operator) einen permanenten Überblick über die gesamte Verkehrslage im Revier und sind dadurch zum wichtigsten Instrument bei der Echtzeit-Verkehrsüberwachung geworden.

## Technikgeschichte

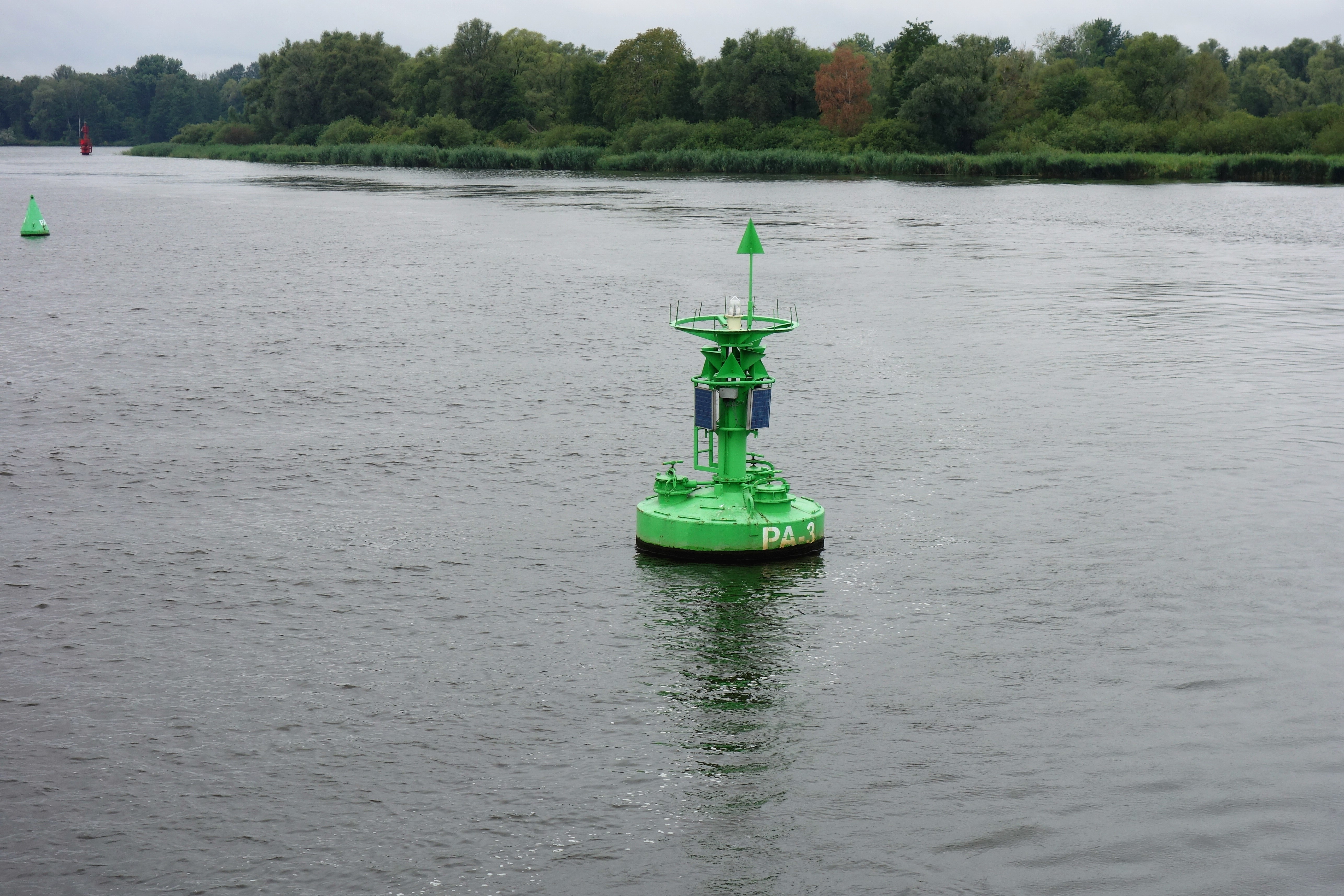
Schifffahrtszeichen

Seit je her ist der Kapitän verantwortlich für die Führung seines Schiffs und er bestimmt Kurs und Geschwindigkeit. Zur Navigation in engen bzw. schwierigen Gewässern oder bei Hafenansteuerungen stehen ihm Lotsen zur Verfügung, die teilweise auch verpflichtend vorgeschrieben sind. Für die Verkehrssicherung und Navigation dienten und dienen feste sowie schwimmende Schifffahrtszeichen, um Fahrrinnen oder Gefahrenpunkte zu markieren. Diese Seezeichen (visuell: Leuchttürme, Tonnen, Baken und Pricken – akustisch: Nebelhorn, Heultonne und Glockentonne) müssen weiterhin in Ordnung gehalten werden, da sie als Rückfallebene bei Ausfall der elektronischen Hilfen dienen.

Flaggensignal

Jahrhundertelang war es erst in Sichtweite eines Hafens möglich über Flaggensignale oder Signallampen eine Verbindung zu Landstationen aufzunehmen und darüber z. B. die Ankunft des Schiffs anzukündigen. Mit Entwicklung der Funktechnik zum Ende des 19. Jahrhunderts war die Kommunikation zwischen Schiff und Hafen auch über größere Distanzen möglich worden, die im 20. Jahrhundert durch den Sprechfunk noch deutlich verbessert werden konnte. Für die genaue Ortung der Schiffe auf See stand nach dem Zweiten Weltkrieg die Radartechnologie auch für zivile Anwendungen zur Verfügung. Das weltweit erste Hafenüberwachungsradar wurde im Juli 1948 in Liverpool, Großbritannien, in Betrieb genommen. In den USA kam im März 1950 ein solches System in Long Beach (Kalifornien) zum Einsatz. Die Niederlande richteten in IJmuiden (1952) und Rotterdam (1956) Radarketten ein, um den Schiffsverkehr bis in die beiden Häfen im Hinterland zu verfolgen.

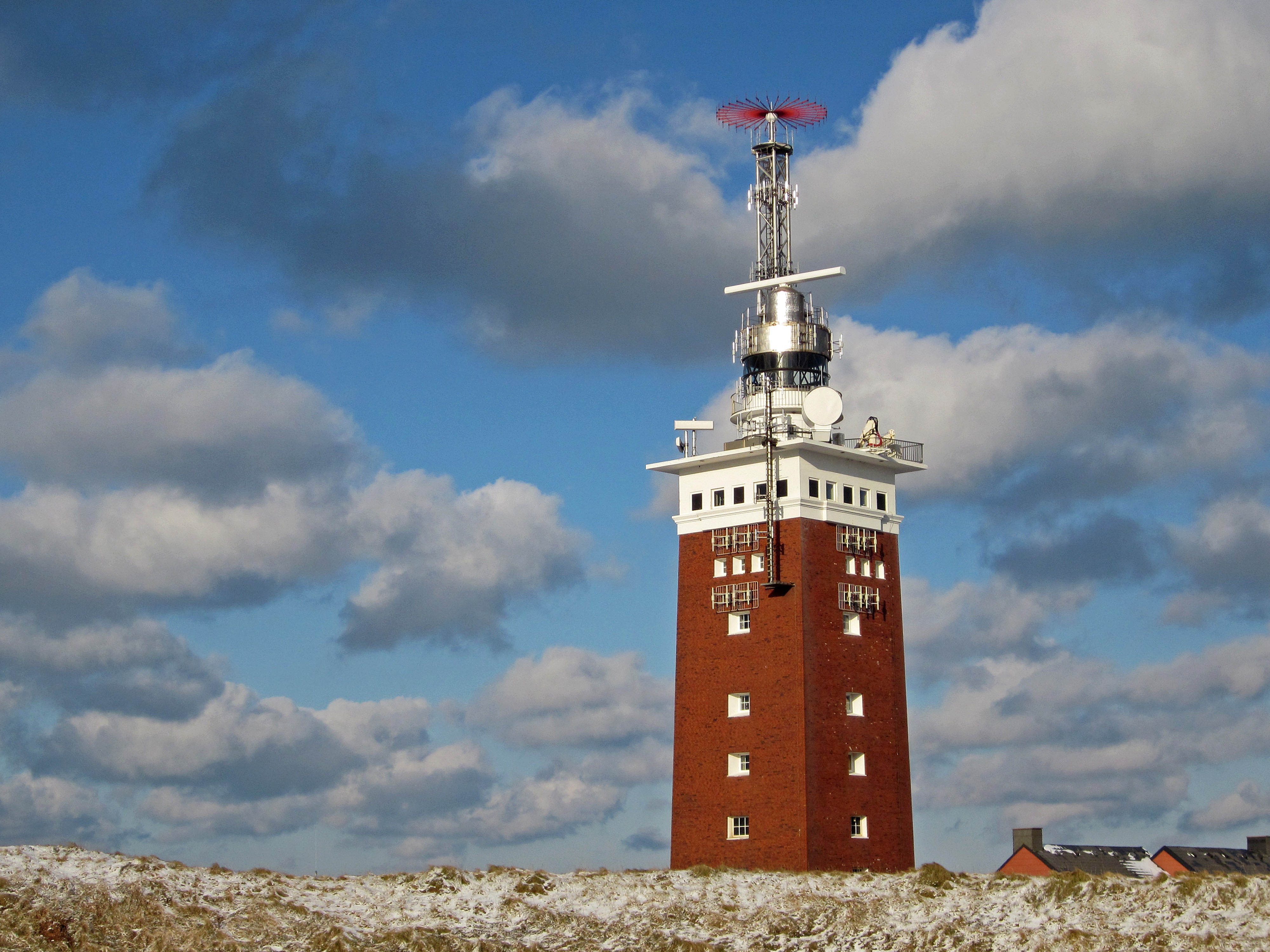
Radarturm auf Helgoland

Mit dem sich zur gleichen Zeit entwickelnden UKW-Seefunk konnten die Küstenbehörden Anweisungen und Empfehlungen zur Navigation an die Kapitäne und Lotsen auf den Schiffen abgeben. Diese Kombination aus Radar und Funk wurde zu einem leistungsstarken Werkzeug, um Verzögerungen im Verkehr zu reduzieren und die Effizienz im Verkehrsfluss eines Hafens zu steigern. Diese Beobachtung, Überwachung und Steuerung des Schiffsverkehrs von der Ansteuerung auf See bis ins Hafengebiet auch bei schlechten Sichtverhältnissen war die erste Form von VTS, ohne so bezeichnet zu werden. In dieser Form verbreitete sich VTS in den 1960er Jahren über ganz Europa und Nordamerika und anschließend über die ganze Welt.
Zusätzlicher Druck zur Einführung von Maßnahmen zur Erhöhung der Sicherheit bei der Seeschifffahrt kam durch die größeren Schiffskatastrophen wie beispielsweise der Torrey Canyon 1967, der Metula 1974 oder Amoco Cadiz 1978. Deren schreckliche Folgen an den Küsten und Schäden der maritimen Umwelt machten der Öffentlichkeit bewusst, welche großen Gefahren von der modernen Schifffahrt ausgehen. Die Sorge, dass solche Katastrophen in Hafenzufahrten und Hafengebieten passieren könnten, hat den Einsatz von VTS weiter ausgeweitet und den Umweltschutz auch in die Regularien einfließen lassen.
Seit 2002 wird von der IMO ein weiteres funkbasiertes System für die Sicherheit und die Lenkung des Schiffsverkehrs empfohlen, das seit 2005 für die Seeschifffahrt verpflichtend ist. Das „Automatische Identifikationssystem“ (AIS) ermöglicht den automatischen Austausch von Navigations- und anderen Schiffsdaten zwischen den Schiffen und den Landstationen, wodurch bei allen Empfängern Position, Kurs und Geschwindigkeit sowie Schiffsname, MMSI-Nummer, Funkrufzeichen etc. bekannt gemacht werden. Bei den VTS-Computersystemen ist AIS zum integralen Bestandteil des Systems geworden und seine Informationen werden auf den Anzeigegeräten 'automatisch' eingeblendet.
Die Vorteile und der Gewinn an Sicherheit im Schiffsverkehr hat auch bei der Binnenschifffahrt zu einer weiten Verbreitung von VTS geführt. In Deutschland hat die GDWS seit 2016 auf einigen Binnenschifffahrtsstraßen im Geltungsbereich der Binnenschifffahrtsstraßen-Ordnung die Ausrüstung und Nutzung von Inland-AIS verpflichtend eingeführt. Die Binnenschifffahrt hat ergänzend das Automatic Transmitter Identification System (ATIS) eingeführt.

## Rechtliche Grundlagen

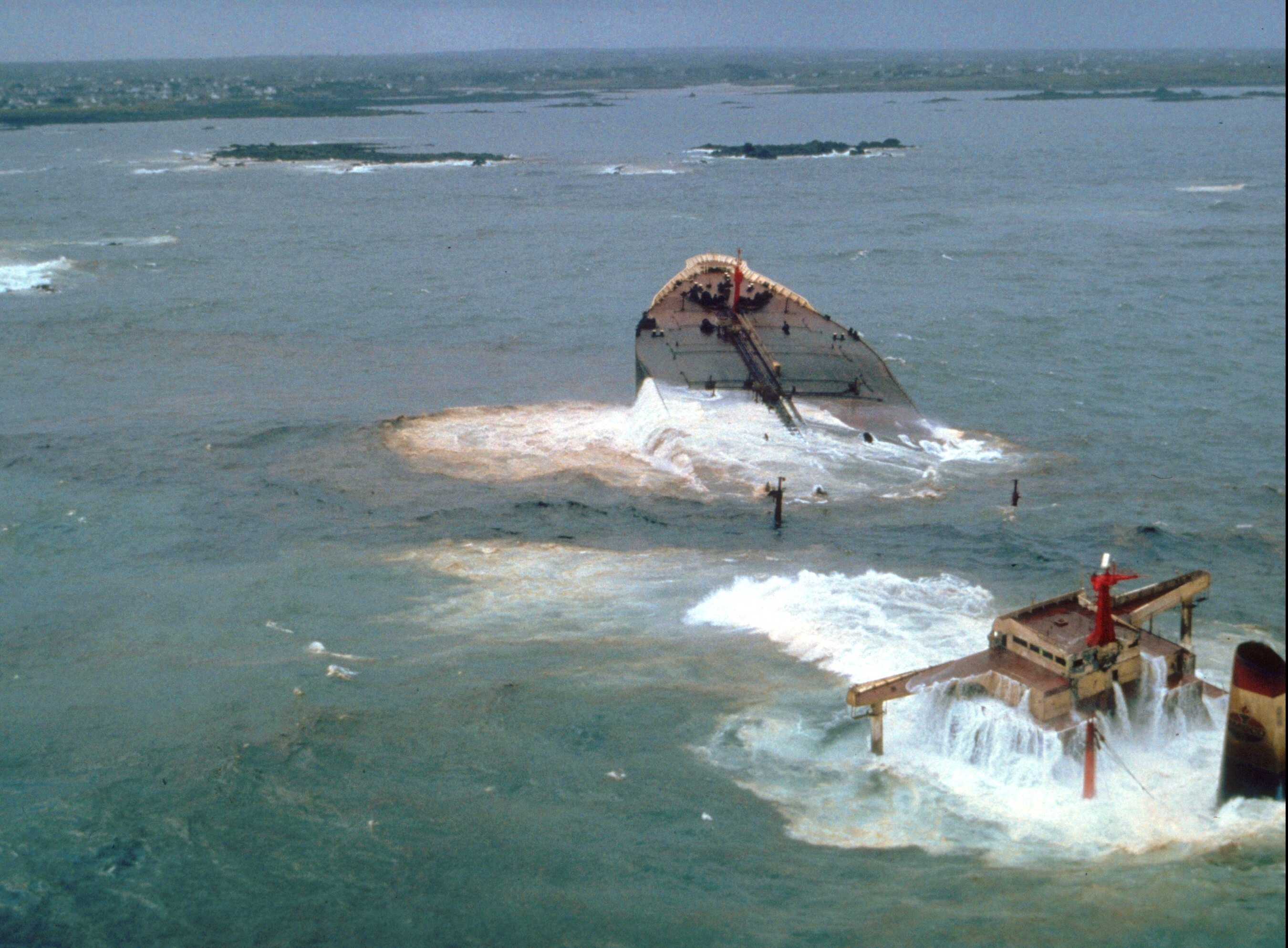
Untergang der Amoco Cadiz

Erst 30 Jahre nach den Anfängen wurde auch der international rechtlich verbindliche Rahmen für die Einführung von VTS geschaffen. Für derartige Regularien ist seit Mitte der 1950er Jahre die Internationale Seeschifffahrts-Organisation (IMO) zuständig. Als eine der Sonderorganisationen der Vereinten Nationen kann die IMO UN-Konventionen vorbereiten, die nach Annahme durch eine Generalversammlung der Vereinten Nationen sowie der anschließenden Ratifizierung durch die Nationalparlamente der Mitgliedsstaaten als Völkerrechtlicher Vertrag gilt und für diese Staaten bindend wird.
SOLAS in der Fassung von 1974 enthielt noch keine Hinweise auf VTS, obwohl der Dienst in der 1968 verabschiedete Resolution A.158 (ES.IV) schon erwähnt worden war. In der Zeit bestanden noch Irritationen über das „Ob“ und „Wann“ ein VTS in die Verantwortung des Schiffsführers eingreifen dürfte. Dies beendete die Resolution A.578(14), mit der die IMO 1985 konkrete „Richtlinien für Schiffsverkehrsdienste“ formulierte und klar stellte, dass Entscheidungen über die effektive Navigation und das Manövrieren beim Kapitän des Schiffs liegen. Zusätzlich betonte die Richtlinie die Bedeutung von Lotsendiensten und die Meldeverfahren für Schiffe, die ein VTS-überwachtes Gebiet durchqueren wollten.
1997 ergänzte die IMO das SOLAS-Kapitel V zur „Sicherheit der Schifffahrt“ um eine neue Verordnung zum Thema Schiffsverkehrsdienste, die nach Überarbeitung ab 1. Juli 2002 in Kraft trat. Danach waren die Mitgliedsstaaten verpflichtet VTS-Dienste in entsprechenden Seegebieten einzurichten. Unter dem Eindruck verschiedener Schiffsunglücke mit verheerenden Umweltverschmutzungen hat die Europäische Union im Jahr 2002 diese Anforderung mit der Richtlinie 2002/59/EG über die „Einrichtung eines gemeinschaftlichen Überwachungs- und Informationssystems für den Schiffsverkehr“ konkretisiert.
Ergänzende Richtlinien zu VTS sowie die Vorgaben zur Ausgestaltung international gültiger Schifffahrtszeichen gibt die International Association of Marine Aids to Navigation and Lighthouse Authorities (IALA) zusammen mit der IMO heraus.

## VTS-Gebiete

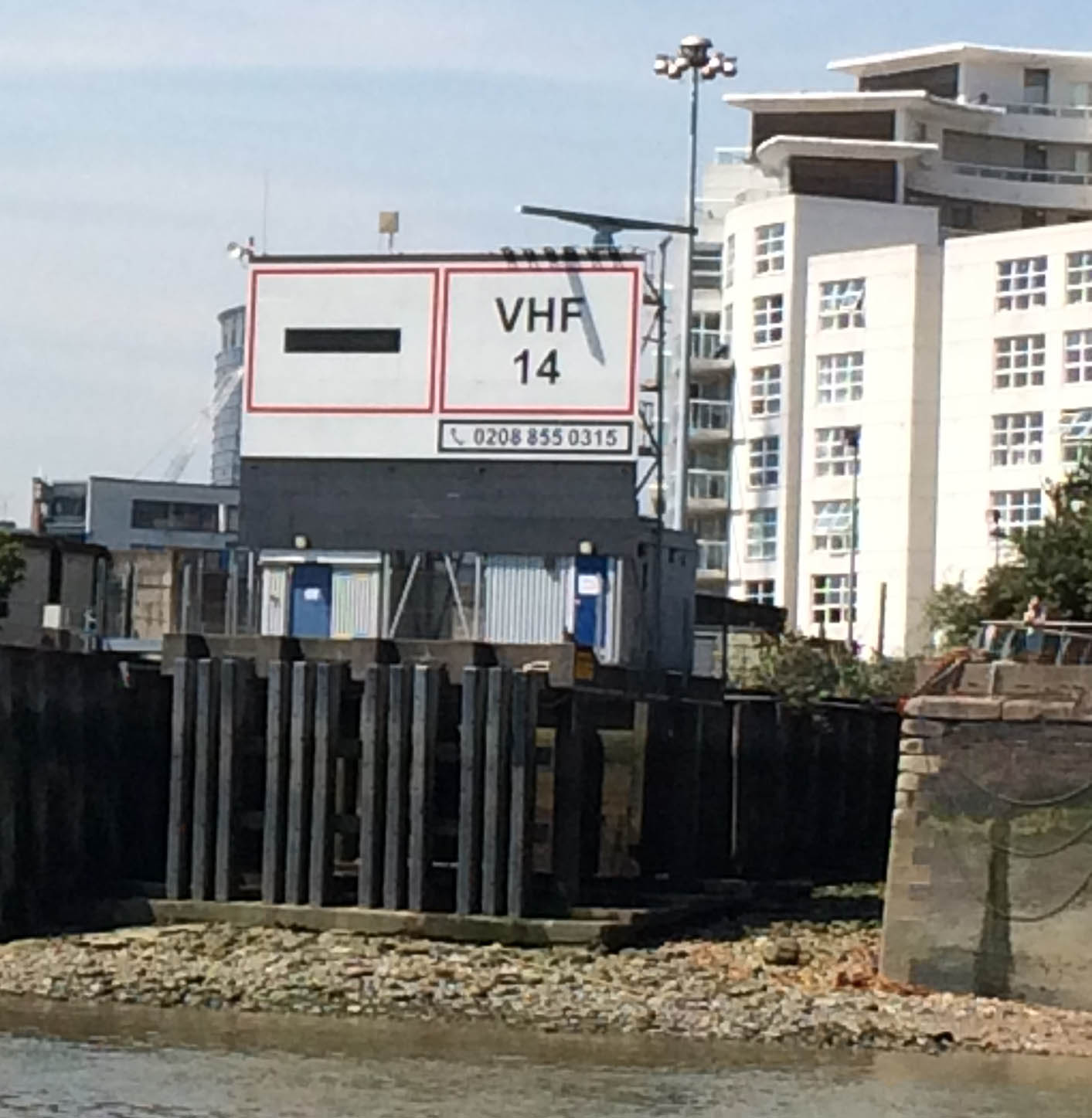
Hinweisschild zur Kontaktaufnahme mit dem VTS des Londoner Hafens am Thames Barrier

Gemäß der SOLAS-Regeln darf VTS nur in Seegebieten innerhalb der Küstenmeere eines Küstenstaates vorgeschrieben werden und gilt auch für ausgewiesene Umwelt- und Fischereischutzzonen. Jeder Vertragsregierung ist es erlaubt, VTS-Gebiete auszuweisen, wenn nach ihrer Auffassung das Verkehrsaufkommen und die Verkehrsdichte oder das Gefahrenniveau solche Dienste rechtfertigen. Im Besonderen gilt dies für ein Verkehrstrennungsgebiet, in dem zur Vermeidung von Kollisionen gegenläufige Verkehrsströme räumlich voneinander getrennt verlaufen. VTS-Gebiete können in Teilgebiete oder Sektoren unterteilt sein und sind:
- eine Seeschifffahrtsstraße
- eine Hafenansteuerung
- Verkehrstrennungsgebiete
- ein umfangreiches Hafengebiet
- ein Wasserstraßennetz oder Teile davon

Vor Einfahrt in ein VTS-überwachtes Gebiet besteht die Verpflichtung, das Schiff bei der Kontrollbehörde anzumelden. Bei Hafenkontrollzonen kann es bei sehr langen Schiffen mit großem Tiefgang erforderlich sein, die Ankunft schon mehrere Tage vorher zu melden. Dies ermöglicht den Hafenbehörden bei Tideeinfluss den optimale Zeitpunkt für die Einfahrt und einen günstigen Liegeplatz festzulegen. Die Anmeldung erfolgt normalerweise per Funk über eine festgelegte Frequenz, die bei Hafenansteuerungen am Ufer angeschlagen ist. Während der Fahrt im VTS-Gebiet muss eine bestimmte Frequenz für Navigations- oder andere Warnungen von der Schiffsführung überwacht werden. Darüber kann der VTS-Betreiber die Schiffe kontaktieren, wenn die Gefahr eines Zwischenfalls besteht oder um Empfehlungen für die Navigation zu geben.
Die Benennung der VTS-Gebiete ist international nicht einheitlich und enthält Bezeichnungen wie VTS, VTI, Traffic, Harbour, Control, Coastguard, Harbour Control oder Port Control. Die IALA hat dazu die Richtlinie 1083 herausgegeben und fordert eine Benennung in der Form als VTS–x oder x-VTS, die eine Ortsangabe „x“ enthält.

## Vessel Traffic Service Center

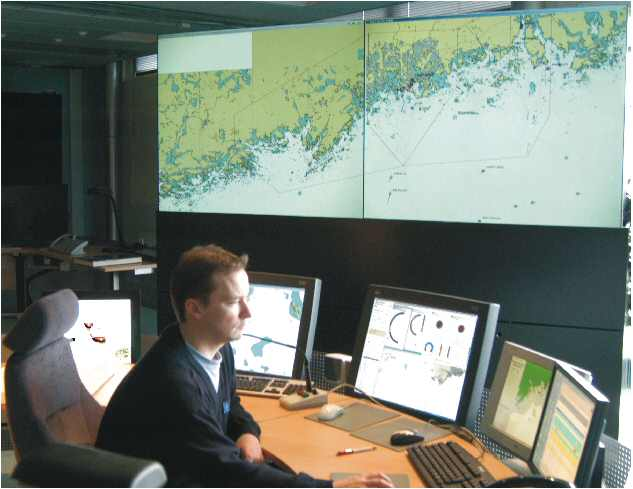
VTS-Center

Operatives Zentrum für die Verkehrskontrolle der Schifffahrt ist das Vessel Traffic Service Center (VTS-C). Vielfacht liegt eine solche Verkehrszentrale an einem Ort, an dem die Verkehrsleiter einen Blick auf den gesamten Schiffsverkehr haben. Bei einer Aufteilung des überwachten VTS-Gebiets in einzelne Sektoren existiert für jedes nautische Revier ein separater Wachbereich mit einer Vielzahl von Computermonitoren, auf denen alle notwendigen Informationen zum Schiffsverkehr ablesbar sind.
Anhand des stets aktuellen Verkehrslagebildes können die VTS-Operateure den Schiffsverkehr in ihrem Zuständigkeitsbereich rund um die Uhr verfolgen und die Schiffe auf ihrem Weg begleiten, um einen möglichst effizienten Verkehrsablauf zu ermöglichen. Aufgrund ihres Wissens und ihrer Erfahrung bewerten sie die Gesamtsituation und geben bei Bedarf Hilfestellung für die Kapitäne und Lotsen an Bord der Schiffe. Zur Gefahrenabwehr und zur Vermeidung von Unfällen dürfen sie Anweisungen an die betroffene Schiffsführung abgeben, um diese zu einem bestimmten Tun, Dulden oder Unterlassen zu zwingen. Zentrales Kommunikationsmittel ist der Sprechfunk auf Ultrakurzwelle.
Die modernen VTS-Computersysteme in den Verkehrszentralen sind integraler Bestandteil der Verkehrstelematik, der Kette aus Erfassung, Verarbeitung und Darstellung von Verkehrsdaten. Die wichtigsten Datenquellen sind:
- Radarstationen oder Radarketten zur Ortung der Schiffe
- das Automatic Identification System (AIS) zum automatischen Austausch von Schiffsdaten
- Kamerasysteme zur visuellen Beobachtung des Schiffsverkehrs
- Mobiler Seefunkdienst zur Kommunikation mit dem Schiffsverkehr
- Differential Global Positioning System (D-GPS) zur Steigerung der Genauigkeit bei der GPS-Navigation

Daneben werden vom Wetterdienst Informationen zum aktuellen und erwarteten Wettergeschehen bzgl. Wind und Sichtverhältnisse eingepflegt und der Hydrographiedienst liefert die Angaben zu den Wasserständen im Revier. Eine Verkehrsrechnerzentrale sammelt und speichert die Informationen der angeschlossenen Datenquellen, die nach Auswertung und Aufbereitung am Wachtisch im VTS-C angezeigt werden. Eine der Anzeigen ist die digitale Seekarte, auf der laufend die Positionen und Bewegungen der Schiffe nachgeführt werden.
Die IMO-Richtlinien verlangen, dass die Verkehrszentralen mit ausreichendem Personal ausgestattet sein müssen, das angemessen qualifiziert und ausgebildet ist, um die erforderlichen Aufgaben auszuführen. Die Art und das Niveau der zu erbringenden Dienste müssen in Übereinstimmung mit den aktuellen Richtlinien der IMO erfolgen. Jeder Dienst muss für die Schifffahrt rund um die Uhr verfügbar sein, um die Sicherheit und Leichtigkeit des Schiffsverkehrs jederzeit zu gewährleisten. Im Umfang reichen sie von der Bereitstellung einfacher Informationsmeldungen bis hin zur umfassenden Steuerung des gesamten Schiffsverkehrs. Die geforderten Dienste sind:

### Verkehrsinformationsdienst
Mit der Ausstrahlung von Informationen zu festen Zeiten und Intervallen werden wesentliche Informationen für die Entscheidungsfindung bei der Navigation an Bord zur Verfügung gestellt. Diese erfolgen auch auf Anfrage eines Schiffes oder wenn es von der Verkehrszentrale als notwendig erachtet wird. Die Meldungen umfassen beispielsweise die Position, Identität und Absichten anderer Verkehrsteilnehmer, die Wasserstraßen- und Wetterbedingungen oder Warnungen vor Gefahren bzw. anderen Faktoren, die die Durchfahrt des Schiffes beeinflussen können.

### Verkehrsorganisationsdienst
Die operative Steuerung des Verkehrs (Verkehrsregelung) und die vorausschauende Planung von Schiffsbewegungen ist Aufgabe der Verkehrsorganisation. Damit sollen gefährliche Seeverkehrssituationen erkannt werden, um eine sichere und effiziente Bewegung des Schiffsverkehrs innerhalb des VTS-Gebiets zu gewährleisten. Besonders in Zeiten mit hoher Verkehrsdichte oder wenn die Bewegung von Sondertransporten den Verkehrsfluss beeinträchtigen können, sollen darüber Staus und Gefahrensituationen frühzeitig erkannt und vermieden werden. Die Organisation kann auch die Einrichtung und den Betrieb eines Systems von Verkehrsfreigaben und/oder Fahrplänen beinhalten um:
- die Priorität von Schiffsbewegungen zu bestimmen,
- den Schiffen bestimmte Räume im Gebiet zuzuweisen,
- die obligatorische Meldung von Bewegungen im VTS-Bereich festzulegen,
- zu befolgende Routen anzuordnen,
- Geschwindigkeitsbegrenzungen vorzugeben oder
- andere geeignete Maßnahmen zu erlassen, die von der Schifffahrtsdienstbehörde als erforderlich erachtet werden.[4]

### Navigationsassistenzdienst
Der Navigationsassistenzdienst ist ein Dienst zur Unterstützung bei Navigationsentscheidungen an Bord und zur Überwachung ihrer Auswirkungen. Er wird erforderlich bei schwierigen navigatorischen oder meteorologischen Umständen oder bei Defekten oder Ausfällen der Technik. In der Regel erfolgt dieser Dienst auf Anfrage eines Schiffes oder er wird von der Schifffahrtszentrale erbracht, wenn diese es für erforderlich erachtet.